# Artilheiro (futebol)
Artilheiro ou goleador é um futebolista que marca mais gols em um determinado campeonato ou que marca muitos gols ao longo de sua carreira.

## Maiores artilheiros
A lista de maiores artilheiros da história é muito questionada porque varia muito de critério para critério. A FIFA, por exemplo, não considera que nenhum jogador na história conseguiu atingir 1000 gols, desconsiderando boa parte dos gols feitos por Lajos Tichy, Josef Bican e Erwin Helmchen, por exemplo. Alguns jogadores também possuem escassez de fontes.
Segundo a IFFHS, Pelé é o maior artilheiro de uma primeira divisão da história do futebol com 541 gols em 560 partidas. Já segundo o Guinness World Records, Pelé é o maior goleador da história do futebol com 1279 gols em 1363 jogos, que incluem amistosos não oficiais.

## Por seleções
Os jogadores em negrito estão ainda ativos.
|  | Indica o melhor marcador FIFA.                |
|  | Indica o melhor marcador da sua condeferação. |
|  | Indica o melhor marcador nacional.            |

| Ordem | Nome               | País                   | Confederação | Golos internacionais | Jogos internacionais | Golos por jogo | Carreira  | Data do 50.º golo       | Ref.          |
| ----- | ------------------ | ---------------------- | ------------ | -------------------- | -------------------- | -------------- | --------- | ----------------------- | ------------- |
| 1     | Cristiano Ronaldo  | Portugal               | UEFA         | 123                  | 200                  | 0.62           | 2003–     | 26 de junho de 2014     |               |
| 2     | Ali Daei           | Irã                    | AFC          | 109                  | 149                  | 0.73           | 1993–2006 | 9 de janeiro de 2000    | [ 4 ]         |
| 3     | Lionel Messi       | Argentina              | CONMEBOL     | 103                  | 175                  | 0.56           | 2005–     | 29 de março de 2016     |               |
| 4     | Mokhtar Dahari     | Malásia                | AFC          | 85                   | 138                  | 0.61           | 1972–1985 | 22 August 1976          |               |
| 5     | Ferenc Puskás      | Hungria                | UEFA         | 84                   | 85                   | 0.98           | 1945–1956 | 24 de julho de 1952     | [ 5 ]         |
| 6     | Godfrey Chitalu    | Zâmbia                 | CAF          | 79                   | 111                  | 0.71           | 1968–1980 | 7 de novembro de 1978   |               |
| 6     | Robert Lewandowski | Polónia                | UEFA         | 79                   | 142                  | 0.56           | 2008–     | 5 de outubro de 2017    |               |
| 8     | Hussein Saeed      | Iraque                 | AFC          | 78                   | 137                  | 0.56           | 1977–1990 | 17 de março de 1984     |               |
| 9     | Pelé               | Brasil                 | CONMEBOL     | 77                   | 92                   | 0.83           | 1957–1971 | 4 de julho de 1965      | [ 6 ]         |
| 9     | Neymar             | Brasil                 | CONMEBOL     | 79                   | 124                  | 0.62           | 2010      |                         |               |
| 11    | Sándor Kocsis      | Hungria                | UEFA         | 75                   | 68                   | 1.10           | 1948–1956 | 19 de setembro de 1954  | [ 7 ]         |
| 11    | Kunishige Kamamoto | Japão                  | AFC          | 75                   | 76                   | 0.98           | 1964–1977 | 18 de julho de 1972     | [ 8 ]         |
| 11    | Bashar Abdullah    | Kuwait                 | AFC          | 75                   | 134                  | 0.55           | 1996–2007 | 25 de dezembro de 2002  |               |
| 14    | Sunil Chhetri      | Índia                  | AFC          | 72                   | 111                  | 0.64           | 2005–     | 31 de dezembro de 2015  |               |
| 15    | Kinnah Phiri       | Malawi                 | CAF          | 71                   | 115                  | 0.62           | 1973–1981 | 06 de julho de 1978     | [ 9 ]         |
| 15    | Majed Abdullah     | Arábia Saudita         | AFC          | 71                   | 116                  | 0.61           | 1977–1994 | 15 de abril de 1984     |               |
| 15    | Miroslav Klose     | Alemanha               | UEFA         | 71                   | 137                  | 0.52           | 2001–2014 | 27 de junho de 2010     |               |
| 15    | Kiatisuk Senamuang | Tailândia              | AFC          | 71                   | 134                  | 0.53           | 1993–2007 | 23 de janeiro de 2001   |               |
| 19    | Piyapong Pue-on    | Tailândia              | AFC          | 70                   | 100                  | 0.70           | 1981–1997 | 30de janeiro de 1989    |               |
| 19    | Stern John         | Trinidad e Tobago      | CONCACAF     | 70                   | 115                  | 0.61           | 1995–2012 | 13 de junho de 2004     | [ 10 ]        |
| 21    | Hossam Hassan      | Egito                  | CAF          | 69                   | 176                  | 0.39           | 1985–2006 | 25 de fevereiro de 1998 | [ 11 ] [ 12 ] |
| 22    | Gerd Müller        | Alemanha Ocidental     | UEFA         | 68                   | 62                   | 1.09           | 1966–1974 | 18 de junho de 1972     |               |
| 22    | Ali Mabkhout       | Emirados Árabes Unidos | AFC          | 68                   | 88                   | 0.77           | 2009–     | 31 August 2019          |               |
| 22    | Romelu Lukaku      | Bélgica                | UEFA         | 68                   | 104                  | 0.65           | 2010–     | 10 de outubro de 2019   |               |
| 22    | Carlos Ruiz        | Guatemala              | CONCACAF     | 68                   | 133                  | 0.51           | 1998–2016 | 15 August 2012          |               |
| 22    | Luis Suárez        | Uruguai                | CONMEBOL     | 68                   | 137                  | 0.49           | 2007–     | 23 de março de 2018     |               |
| 22    | Robbie Keane       | Irlanda                | UEFA         | 68                   | 146                  | 0.47           | 1998–2016 | 4 de junho de 2011      |               |
| 28    | Didier Drogba      | Costa do Marfim        | CAF          | 65                   | 105                  | 0.62           | 2002–2014 | 13 de janeiro de 2012   | [ 13 ]        |
| 29    | Edin Džeko         | Bósnia e Herzegovina   | UEFA         | 64                   | 126                  | 0.50           | 2007–     | 28 de março de 2017     |               |
| 30    | Ronaldo            | Brasil                 | CONMEBOL     | 62                   | 98                   | 0.63           | 1994–2011 | 19 de novembro de 2003  |               |
| 30    | Zlatan Ibrahimović | Suécia                 | UEFA         | 62                   | 121                  | 0.51           | 2001–2022 | 4 de setembro de 2014   |               |
| 30    | Ahmed Radhi        | Iraque                 | AFC          | 62                   | 121                  | 0.51           | 1982–1997 | 18 August 1992          |               |
| 33    | David Villa        | Espanha                | UEFA         | 59                   | 98                   | 0.6            | 2005–2017 | 11 de outubro de 2011   |               |
| 34    | Cha Bum-kun        | Coreia do Sul          | AFC          | 58                   | 135                  | 0.43           | 1972–1986 | 5 de setembro de 1977   |               |
|       | Edinson Cavani     | Uruguai                | CONMEBOL     | 58                   | 136                  | 0.42           | 2008–     | 18 de novembro de 2019  |               |
| 36    | Imre Schlosser     | Hungria                | UEFA         | 57                   | 68                   | 0.83           | 1906–1927 | 3 de junho de 1917      |               |
| 36    | Carlos Pavón       | Honduras               | CONCACAF     | 57                   | 101                  | 0.56           | 1993–2010 | 28 de março de 2009     |               |
| 36    | Clint Dempsey      | Estados Unidos         | CONCACAF     | 57                   | 141                  | 0.4            | 2004–2018 | 7 de junho de 2016      |               |
| 36    | Younis Mahmoud     | Iraque                 | AFC          | 57                   | 148                  | 0.39           | 2002–2016 | 5 de março de 2014      |               |
| 36    | Landon Donovan     | Estados Unidos         | CONCACAF     | 57                   | 157                  | 0.36           | 2000–2014 | 5 de julho de 2013      |               |
| 41    | Samuel Eto'o       | Camarões               | CAF          | 56                   | 118                  | 0.47           | 1997–2014 | 3 de setembro de 2011   | [ 14 ]        |
| 41    | Bader Al-Mutawa    | Kuwait                 | AFC          | 56                   | 196                  | 0.28           | 2003–     | 3 de setembro de 2015   | [ 15 ]        |
| 43    | Romário            | Brasil                 | CONMEBOL     | 55                   | 70                   | 0.78           | 1987–2005 | 8 de outubro de 2000    |               |
| 43    | Kazuyoshi Miura    | Japão                  | AFC          | 55                   | 89                   | 0.62           | 1990–2000 | 7 de setembro de 1997   |               |
| 43    | Jan Koller         | Tchéquia               | UEFA         | 55                   | 91                   | 0.6            | 1999–2009 | 8 de setembro de 2007   |               |
| 43    | Fandi Ahmad        | Singapura              | AFC          | 55                   | 101                  | 0.54           | 1979–1997 | 16 de dezembro de 1995  |               |
| 47    | Gabriel Batistuta  | Argentina              | CONMEBOL     | 54                   | 77                   | 0.7            | 1991–2002 | 29 de junho de 2000     |               |
| 48    | Ali Ashfaq         | Maldivas               | AFC          | 53                   | 80                   | 0.66           | 2003–     | 29 de março de 2016     |               |
| 48    | Joachim Streich    | Alemanha Oriental      | UEFA         | 53                   | 98                   | 0.54           | 1969–1984 | 26 de julho de 1983     |               |
| 48    | Wayne Rooney       | Inglaterra             | UEFA         | 53                   | 120                  | 0.44           | 2003–2018 | 8 de setembro de 2015   |               |
| 51    | Poul Nielsen       | Dinamarca              | UEFA         | 52                   | 38                   | 1.36           | 1910–1925 | 14 de junho de 1925     | [ 16 ]        |
| 51    | Phil Younghusband  | Filipinas              | AFC          | 52                   | 108                  | 0.48           | 2006–2019 | 22 de março de 2018     |               |
| 51    | Javier Hernández   | México                 | CONCACAF     | 52                   | 109                  | 0.48           | 2009–     | 23 de junho de 2018     |               |
| 51    | Jon Dahl Tomasson  | Dinamarca              | UEFA         | 52                   | 112                  | 0.46           | 1997–2010 | 21 de novembro de 2007  |               |
| 51    | Adnan Al Talyani   | Emirados Árabes Unidos | AFC          | 52                   | 161                  | 0.32           | 1983–1997 | 19 de novembro de 1996  |               |
| 56    | Lajos Tichy        | Hungria                | UEFA         | 51                   | 72                   | 0.71           | 1955–1971 | 25 de abril de 1964     |               |
| 56    | Lê Công Vinh       | Vietnã                 | AFC          | 51                   | 83                   | 0.61           | 2004–2016 | 20 de novembro de 2016  |               |
| 56    | Asamoah Gyan       | Gana                   | CAF          | 51                   | 109                  | 0.48           | 2003–     | 11 de junho de 2017     |               |
| 56    | Şükür              | Turquia                | UEFA         | 51                   | 112                  | 0.46           | 1992–2007 | 11 de outubro de 2006   |               |
| 56    | Thierry Henry      | França                 | UEFA         | 51                   | 123                  | 0,41           | 1997–2010 | 09 de setembro de 2009  |               |
| 61    | Karim Bagheri      | Irã                    | AFC          | 50                   | 87                   | 0.57           | 1993–2010 | 9 de janeiro de 2009    |               |
| 61    | Robin van Persie   | Países Baixos          | UEFA         | 50                   | 102                  | 0.49           | 2005–2017 | 13 de outubro de 2015   |               |
| 61    | Hwang Sun-hong     | Coreia do Sul          | AFC          | 50                   | 103                  | 0.49           | 1988–2002 | 4 de junho de 2002      |               |
| 61    | Tim Cahill         | Austrália              | AFC / OFC    | 50                   | 108                  | 0.46           | 2004–2018 | 10 de outubro de 2017   |               |
| 61    | Shinji Okazaki     | Japão                  | AFC          | 50                   | 119                  | 0.42           | 2008–     | 28 de março de 2017     |               |

## Por cada seleção
Nota: Em negrito jogadores em atividade.
| Seleção                | Nome               | Gols |
| ---------------------- | ------------------ | ---- |
| Portugal               | Cristiano Ronaldo  | 123  |
| Irã                    | Ali Daei           | 109  |
| Argentina              | Lionel Messi       | 103  |
| Índia                  | Sunil Chhetri      | 87   |
| Hungria                | Ferenc Puskás      | 84   |
| Zâmbia                 | Godfrey Chitalu    | 79   |
| Polónia                | Robert Lewandowski | 79   |
| Iraque                 | Hussein Saeed      | 78   |
| Brasil                 | Neymar             | 79   |
| Kuwait                 | Bashar Abdullah    | 75   |
| Japão                  | Kamamoto           | 75   |
| Tailândia              | Senamuang          | 71   |
| Alemanha               | Miroslav Klose     | 71   |
| Malawi                 | Kinnah Phiri       | 71   |
| Arábia Saudita         | Majed Abdullah     | 71   |
| Trinidad e Tobago      | Stern John         | 70   |
| Egito                  | Hossam Hassan      | 68   |
| Suécia                 | Zlatan Ibrahimović | 62   |
| Alemanha Ocidental     | Gerd Müller        | 68   |
| Guatemala              | Carlos Ruiz        | 68   |
| Uruguai                | Luis Suárez        | 68   |
| Irlanda                | Robbie Keane       | 68   |
| Costa do Marfim        | Didier Drogba      | 65   |
| Bósnia e Herzegovina   | Edin Dzeko         | 64   |
| Espanha                | David Villa        | 59   |
| Emirados Árabes Unidos | Ali Mabkhout       | 58   |
| Coreia do Sul          | Cha Bum-Kun        | 58   |
| Inglaterra             | Harry Kane         | 58   |
| Estados Unidos         | Clint Dempsey      | 57   |
| Honduras               | Carlos Pavón       | 57   |
| Indonésia              | Soetjipto Soentoro | 57   |
| Camarões               | Samuel Eto'o       | 56   |
| Tchéquia               | Jan Koller         | 55   |
| Singapura              | Fandi Ahmad        | 55   |
| França                 | Olivier Giroud     | 54   |
| Maldivas               | Ali Ashfaq         | 53   |
| Alemanha Oriental      | Joachim Streich    | 53   |
| Bélgica                | Romelu Lukaku      | 52   |
| Dinamarca              | Jon Dahl Tomasson  | 52   |
| Filipinas              | Younghusband       | 52   |
| México                 | Javier Hernández   | 52   |
| Gana                   | Asamoah Gyan       | 51   |
| Vietnã                 | Lê Công Vinh       | 51   |
| Turquia                | Hakan Sukur        | 51   |
| Chile                  | Alexis Sánchez     | 50   |
| Austrália              | Tim Cahill         | 50   |
| Países Baixos          | Robin van Persie   | 50   |
| Ucrânia                | Shevchenko         | 48   |
| Bulgária               | Dimitar Berbatov   | 48   |
| Bahrein                | Abdul-Latif        | 47   |
| São Cristóvão e Neves  | Keith Gumbs        | 47   |
| Haiti                  | Emmanuel Sanon     | 47   |
| Costa Rica             | Rolando Fonseca    | 47   |
| Croácia                | Davor Šuker        | 46   |
| Áustria                | Anton Polster      | 44   |
| Guiné Equatorial       | Pedro Bangi        | 44   |
| Panamá                 | Luis Tejada        | 43   |
| Omã                    | Hani Al-Dhabit     | 43   |
| Libéria                | James Debbah       | 42   |
| Marrocos               | Ahmed Faras        | 42   |
| União Soviética        | Oleg Blojín        | 42   |
| Suíça                  | Alexander Frei     | 42   |

| Seleção                  | Nome                   | Gols |
| ------------------------ | ---------------------- | ---- |
| Malta                    | Michael Mifsud         | 41   |
| Antígua e Barbuda        | Peter Byers            | 41   |
| Hong Kong                | Chan Siu Ki            | 40   |
| País de Gales            | Gareth Bale            | 40   |
| Catar                    | Sebastián Soria        | 40   |
| Líbia                    | Fawzi Al-Issawi        | 40   |
| Peru                     | Paolo Guerrero         | 40   |
| Equador                  | Enner Valencia         | 39   |
| El Salvador              | Raúl Díaz Arce         | 39   |
| Venezuela                | Salomón Rondón         | 39   |
| Myanmar                  | Soe Myat Min           | 39   |
| Macedônia do Norte       | Goran Pandev           | 38   |
| Iugoslávia               | Stjepan Bobek          | 38   |
| Estónia                  | Andres Oper            | 38   |
| Zimbabwe                 | Peter Ndlovu           | 38   |
| Nigéria                  | Rashidi Yekini         | 37   |
| Granada                  | Ricky Charles          | 37   |
| China                    | Hao Haidong            | 37   |
| Senegal                  | Sadio Mané             | 37   |
| Argélia                  | Abdelhafid Tasfaout    | 36   |
| Angola                   | Akwá                   | 36   |
| Irlanda do Norte         | David Healy            | 36   |
| Síria                    | Firas Al-Khatib        | 36   |
| Tunísia                  | Issam Jemâa            | 36   |
| Colômbia                 | Radamel Falcao         | 36   |
| Martinica                | Kévin Parsemain        | 35   |
| Itália                   | Luigi Riva             | 35   |
| Eslovênia                | Zlatko Zahovič         | 35   |
| Romênia                  | Adrian Mutu            | 35   |
| Jamaica                  | Luton Shelton          | 35   |
| Tchecoslováquia          | Antonín Puč            | 34   |
| Uzbequistão              | Maksim Shatskikh       | 34   |
| Quénia                   | Dennis Oliech          | 34   |
| Ilhas Salomão            | Commins Menapi         | 34   |
| Etiópia                  | Getaneh Kebede         | 33   |
| Guiné                    | Ibrahima Kandia Diallo | 33   |
| Noruega                  | Jørgen Juve            | 33   |
| São Vicente e Granadinas | Shandel Samuel         | 33   |
| Israel                   | Mordechai Spiegler     | 33   |
| Finlândia                | Jari Litmanen          | 32   |
| Bermudas                 | Shaun Goater           | 32   |
| Paraguai                 | Roque Santa Cruz       | 32   |
| África do Sul            | Benni McCarthy         | 32   |
| Chipre                   | Michalis Konstantinou  | 32   |
| Zaire                    | Ndaye Mulamba          | 32   |
| Togo                     | Emmanuel Adebayor      | 32   |
| Fiji                     | Esala Masi             | 32   |
| Armênia                  | Henrikh Mkhitaryan     | 32   |
| Burquina Fasso           | Moumouni Dagano        | 31   |
| Montenegro               | Stevan Jovetić         | 31   |
| Escócia                  | Denis Law              | 30   |
| Rússia                   | Aleksandr Kerzhakov    | 30   |
| Jordânia                 | Abdel-Fattah           | 30   |
| Iêmen                    | Ali Al-Nono            | 30   |
| Gabão                    | Pierre Aubameyang      | 30   |
| Grécia                   | Nikos Anastopoulos     | 29   |
| Cuba                     | Lester More            | 29   |
| Letónia                  | Maris Verpakovskis     | 29   |
| Canadá                   | Cyle Larin             | 28   |
| Belize                   | Deon McCaulay          | 28   |
| Nova Zelândia            | Vaughan Coveny         | 28   |

| Seleção                   | Nome                   | Gols |
| ------------------------- | ---------------------- | ---- |
| Moçambique                | Tico-Tico              | 27   |
| Sri Lanka                 | Kasun Jayasuriya       | 27   |
| Coreia do Norte           | Jong Il-gwan           | 26   |
| Islândia                  | Kolbeinn Sigþórsson    | 26   |
| Eslováquia                | Marek Hamšík           | 26   |
| Geórgia                   | Shota Arveladze        | 26   |
| Taipé Chinês              | Chen Po-Liang          | 25   |
| Tanzânia                  | Mrisho Ngassa          | 25   |
| Mali                      | Seydou Keita           | 25   |
| Taiti                     | Teaonui Tehau          | 24   |
| Botsuana                  | Jerome Ramatlhakwane   | 24   |
| Ruanda                    | Olivier Karekezi       | 24   |
| Benim                     | Stéphane Sessegnon     | 24   |
| Kosovo                    | Vedat Muriqi           | 24   |
| República Dominicana      | Jonathan Faña          | 23   |
| Nova Caledônia            | Bertrand Kaï           | 23   |
| Uganda                    | Emmanuel Okwi          | 23   |
| Barbados                  | Llewellyn Riley        | 23   |
| Guam                      | Jason Cunliffe         | 22   |
| Somália                   | Ciise Aden Abshir      | 22   |
| Líbano                    | Hassan Maatouk         | 21   |
| Bolívia                   | Joaquín Botero         | 20   |
| Bielorrússia              | Romáschenko            | 20   |
| Sudão                     | Haytham Tambal         | 20   |
| Santa Lúcia               | Earl Jean              | 20   |
| Lituânia                  | Tomas Danilevičius     | 19   |
| São Cristóvão e Neves     | Ian Lake               | 19   |
| Burundi                   | Fiston Abdul Razak     | 19   |
| RD Congo                  | Dieumerci Mbokani      | 18   |
| Porto Rico                | Héctor Ramos           | 18   |
| Guiana                    | Nigel Codrington       | 18   |
| Nicarágua                 | Juan Barrera           | 18   |
| Albânia                   | Erjon Bogdani          | 18   |
| Laos                      | Visay Phaphouvanin     | 18   |
| Luxemburgo                | Leon Mart              | 16   |
| Liechtenstein             | Mario Frick            | 16   |
| Cabo Verde                | Héldon                 | 15   |
| Suriname                  | Stefano Rijssel        | 14   |
| Azerbaijão                | Gurban Gurbanov        | 14   |
| Palestina                 | Fahed Attal            | 14   |
| Cazaquistão               | Ruslan Baltiev         | 13   |
| Turcomenistão             | Çariýar Muhadow        | 13   |
| Congo                     | Jonas Bahamboula       | 13   |
| Níger                     | Moussa Maâzou          | 13   |
| Curaçau                   | Leandro Bacuna         | 12   |
| Quirguistão               | Anton Zemlianukhin     | 12   |
| Mauritânia                | Moulaye Ahmed Khalil   | 12   |
| Madagascar                | Faneva Imà Andriatsima | 12   |
| República Centro-Africana | Foxi Kéthévoama        | 11   |
| Andorra                   | Ildefonso Lima         | 11   |
| Ilhas Faroé               | Rógvi Jacobsen         | 10   |
| Brunei                    | Shahrazen Said         | 8    |
| San Marino                | Andy Selva             | 8    |